# توم بيلامي
توم بيلامي (بالإنجليزية: Tom Bellamy)‏ هو موسيقي بريطاني، ولد في 18 فبراير 1980.

## وصلات خارجية
- توم بيلامي على موقع ميوزك برينز (الإنجليزية)
- توم بيلامي على موقع ديسكوغز (الإنجليزية)